# Crapatalus munroi
Crapatalus munroi és una espècie de peix de la família dels leptoscòpids i de l'ordre dels perciformes.

## Descripció
Fa 12 cm de llargària màxima i és del color de la sorra al dors i més clar al ventre. Cap espina i 36-38 radis tous a l'única aleta dorsal i cap espina i 36-37 radis tous a l'anal. 21-23 radis tous a les aletes pectorals. Línia lateral no interrompuda i amb 46-49 escates.

## Alimentació
El seu nivell tròfic és de 3,28.

## Hàbitat i distribució geogràfica
És un peix marí, demersal (entre 1 i 18 m de fondària) i de clima subtropical, el qual viu a l'Índic oriental: és un endemisme d'Austràlia (des del sud de Nova Gal·les del Sud fins a Tasmània, el sud de Victòria i Austràlia Occidental, incloent-hi l'estret de Bass).

## Observacions
És inofensiu per als humans i el seu índex de vulnerabilitat és baix (10 de 100).